# Иннокентьевское сельское поселение (Хабаровский край)
Инноке́нтьевское се́льское поселе́ние — муниципальное образование в Николаевском районе Хабаровского края Российской Федерации. Образовано в 2004 году. 
Административный центр — село Иннокентьевка.

## Население
| 2010 | 2011 | 2012 | 2013 | 2014 | 2015 | 2016 |
| ---- | ---- | ---- | ---- | ---- | ---- | ---- |
| 524  | ↘521 | ↘509 | ↗519 | ↘496 | ↘471 | ↗475 |
| 2017 | 2018 | 2020 | 2021 |      |      |      |
| ↘467 | ↘459 | ↘432 | ↗440 |      |      |      |

## Населённые пункты
В состав поселения входят 2 населённых пункта:
| № | Населённый пункт | Тип  | Население |
| - | ---------------- | ---- | --------- |
| 1 | Иннокентьевка    | село | ↘416      |
| 2 | Сахаровка        | село | ↘24       |